# نام تاي هي
نام تاي هي (مواليد 3 يوليو 1991 في بوسان في كوريا الجنوبية) لاعب كرة قدم كوري جنوبي. سبق وأن لعب أيضًا لنادي الدحيل و نادي السد القطري .
انتقل في منتصف موسم 2011-2012 قادمًا من نادي فالنسيان الفرنسي إلى نادي الدحيل سجل خمسة أهداف وصنع سته وفي بطولة دوري أبطال آسيا سجل هدف واحد وفي الموسم التالي قدم مستوى جيد وكان له اهداف وحضور في دوري نجوم قطر ودوري ابطال آسيا وكاس ولي العهد.

## نادي الدحيل
كان يلعب في نادي لخويا و في عام 2017 صدر قرار بدمج نادي لخويا مع نادي الجيش تحت مُسمى نادي الدحيل و انضم بعدها إلى نادي الدحيل.

## نادي السد
وقع مع نادي السد في عام 2019 بعد انتهاء عقده مع نادي الدحيل.

## أهدافه الدولية
| # | التاريخ         | المكان                                                 | الخصم      | الهدف | النتيجة | المسابقة               |
| - | --------------- | ------------------------------------------------------ | ---------- | ----- | ------- | ---------------------- |
| 1 | 10 أوكتوبر 2014 | ملعب تشيونان، تشيونان، كوريا الجنوبية                  | باراغواي   | 2–0   | 2–0     | ودية                   |
| 2 | 13 يناير 2015   | ملعب كانبرا، كانبرا، أستراليا                          | الكويت     | 1–0   | 1–0     | كأس آسيا 2015          |
| 3 | 12 نوفمبر 2015  | ملعب كأس العالم سوون، سوون، كوريا الجنوبية             | ميانمار    | 4–0   | 4–0     | تصفيات كأس العالم 2018 |
| 4 | 15 نوفمبر 2016  | ملعب كأس العالم سول، سول، كوريا الجنوبية               | أوزبكستان  | 1–1   | 2–1     | تصفيات كأس العالم 2018 |
| 5 | 7 سبتمبر 2018   | ملعب غويانغ، غويانغ، كوريا الجنوبية                    | كوستاريكا  | 2–0   | 2–0     | ودية                   |
| 6 | 20 نوفمبر 2018  | مركز كوينزلاند للرياضة وألعاب القوى، بريسبان، أستراليا | أوزبكستان  | 1–0   | 4–0     | ودية                   |
| 7 | 5 يونيو 2021    | ملعب غويانغ، غويانغ، كوريا الجنوبية                    | تركمانستان | 2–0   | 5–0     | تصفيات كأس العالم 2022 |

## روابط خارجية
- نام تاي هي على موقع الاتحاد الدولي (مؤرشف)  (الإنجليزية)
- نام تاي هي على موقع رابطة كرة القدم اليابانية للمحترفين (اليابانية)
- نام تاي هي على موقع رابطة كرة القدم الفرنسية للمحترفين (الإنجليزية)
- نام تاي هي على موقع قاعدة بيانات كرة القدم.إي يو (الإنجليزية)
- نام تاي هي على موقع ناشيونال فوتبول تيمز (الإنجليزية)
- نام تاي هي على موقع Soccerway.com (الإنجليزية)
- نام تاي هي على موقع عالم كرة القدم.نت (الإنجليزية)
- نام تاي هي على موقع أوليمبيديا (الإنجليزية)